# Röderhof (Tanas)

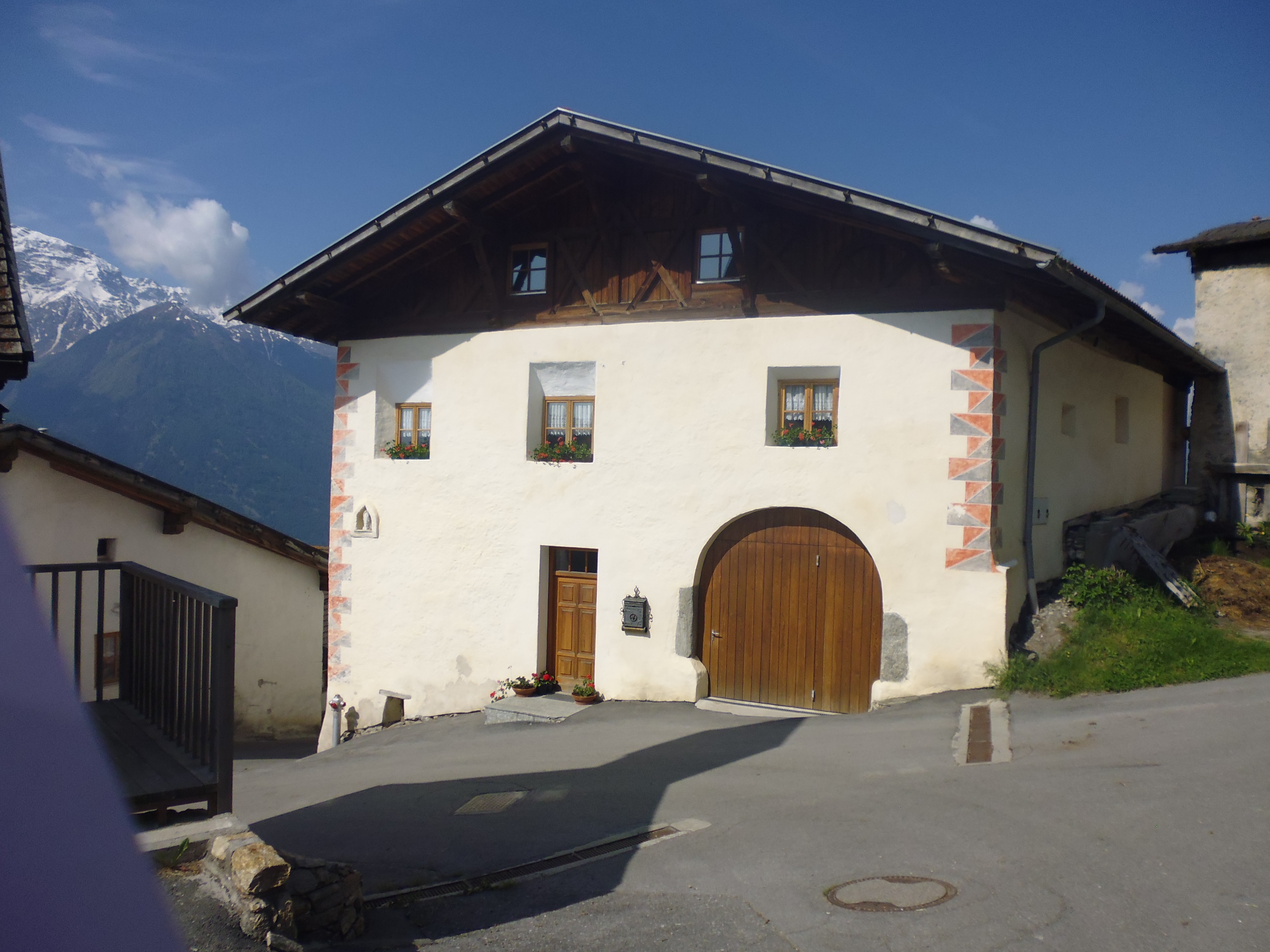
Röder

Der Röderhof oder Räderhof (auch „Wastler“ genannt) liegt in der Fraktion Tanas der Gemeinde Laas im Vinschgau in Südtirol. Er trägt die Hausnummer 19 und befindet sich gegenüber der St.-Anna-Kapelle.
Bei dem Anwesen handelt es sich um einen spätgotischen Bau mit verbrettertem Bundwerkgiebel, tonnengewölbtem Hausgang und gewölbter Küche. Ein Rundbogentor führt in den ehemaligen Stadl, während der Stall in einem externen Bau untergebracht war. Im Obergeschoss findet sich eine Stube mit der Jahreszahl 1596. Die Wände sind mit einer gemalten Eckquaderung geschmückt. Links in der ostwärtigen Frontseite des Hauses befindet sich eine Wandnische mit einer Statue der Jungfrau Maria, daneben eine Putte. Im Rahmen der Dorfsanierung wurde der Dachstuhl erneuert, dabei wurden zwei Halbräder an der Ostseite eingebaut, um so auf den Namen Räderhof hinzuweisen. Ende des 20. Jahrhunderts wurde das Gebäude nochmals umfangreich saniert.
Der Hof wird im Jahre 1409 erstmals urkundlich genannt, dürfte daher wohl älter sein. 1739 wird er von einem Hans Telser bewirtschaftet. Ein Kaufvertrag vom 24. September 1839 weist einen Martin Telser als neuen Besitzer aus. Seither ist er in Erbfolge im Besitz dessen Nachkommen geblieben. 
Für das Jahr 1940 ausgewiesene Grundstücke des Röderhofs: 
- Möslacker, Leitacker, Falloracker, Mutmalacker, Mitterwegacker, Krumpacker, zwei Putzäcker, Larchacker, Eichacker, Bildacker, Halburacker, Trögerackerle, Hausacker, Jörgenacker.
- Wiesl, Möslwiese, Landwiese, Mitterwiese, Pfaschwiese, Gunggwiese, Gartenwiese, Egartwiese, Runggwiese, Pradelinwiese, Planitzenwiese, Psurenwiese, Pöderhoferwiese in Allitz.
- Zwei Seeblingsmöser
- Untere- und Obere Rain
- Ein Hausgarten und ein Hausanger mit Obst bepflanzt

Seit dem 12. Mai 1981 ist das Gebäude unter Denkmalschutz gestellt.